# Dálmatas (tribu)
Los dálmatas, alternativamente dalmatæ (en griego medieval: Δαλμᾶται), durante la época romana, eran un grupo de tribus ilirias de Dalmacia, actual sur de Croacia y oeste de Bosnia y Herzegovina. La región de Dalmacia debe su nombre a esta tribu.
Los dálmatas aparecen por primera vez en la historia en el año 181 a. C., cuando a la muerte de su gobernante Pleurato III del reino ilirio, se negaron a aceptar el gobierno de su hijo, Gencio, y se separaron. Se expandieron y llegaron a incluir a tribus ilirias costeras como los tariotas, los hílides y los nestos y aumentaron su territorio hacia el norte frente a los liburnios. El conflicto con el expansionismo romano y sus aliados locales en el Adriático oriental comenzó en 156-55 a. C. Las guerras romano-dálmatas duraron hasta el año 33 a. C., cuando Octavio (el posterior emperador Augusto) instauró la hegemonía romana en Dalmacia. La inestabilidad local y las rebeliones menores continuaron en la provincia de Dalmacia y culminaron en la gran revuelta ilírica en Dalmacia y la cercana Panonia en el año 6 d. C. En la revuelta, que duró tres años, participaron más de medio millón de combatientes, auxiliares y civiles de ambos bandos. Tras la revuelta, algunas comunidades dálmatas fueron reubicadas en la región septentrional de Sandžak y otras fueron reasentadas en zonas de Carintia para proporcionar mano de obra a las minas romanas. La derrota de la revuelta inició la integración de Dalmacia, que a su vez condujo a la romanización de la región a principios de la Edad Media.

## Nombre
La forma original del nombre de la tribu es dálmata, y comparte la misma raíz con el nombre regional Dalmacia y el topónimo Delminium. Se considera que está relacionado con el albanés dele y sus variantes que incluyen la forma gheg delmë, que significa “oveja”, y con el término albanés delmer, “pastor”. Según Orel, la forma gheg delme apenas tiene nada en común con el nombre de Dalmacia porque representa una variante de dele con *-mā, que procede en última instancia del proto-albanés *dailā. Los topónimos relacionados con el nombre se encuentran en todos los territorios habitados por los ilirios, incluido el principal asentamiento de los dálmatas, Delminium y Dalmana en la actual Macedonia septentrional. El topónimo eslavo Ovče Pole (“llanura de ovejas” en eslavo meridional) en la región cercana representa un desarrollo posterior relacionado. En Albania, Delvinë representa un topónimo vinculado a la raíz *dele. La forma dalmatae y el respectivo nombre regional Dalmacia son variantes posteriores, como ya señala Apiano (siglo II d. C.). Su contemporáneo gramático Velio Longo destaca en su tratado sobre ortografía que la forma correcta de Dalmacia es Delmatia, y señala que Marco Terencio Varrón, que vivió unos dos siglos antes que Apiano y Velio Longos, utilizó la forma Delmatia por corresponder al asentamiento principal de la tribu, Delminium. El topónimo Duvno es una derivación de Delminium en croata a través de una forma intermedia *Delminio en la antigüedad tardía.

## Historia
Los dálmatas aparecen en los registros históricos en 181 a. C. La muerte de Pleurato III del reino ilirio y la sucesión por parte de su hijo Gencio llevó a los dálmatas a no reconocer su gobierno y a separarse por completo. Lo mismo hicieron los daorseos, que vivían al sur de los dálmatas. A lo largo de los siglos, los dálmatas y los ardieos fueron algunos de los grupos ilirios que expandieron su territorio hacia el norte a expensas de los liburnios.  Es posible que los dálmatas se vieran empujados hacia la costa debido a las migraciones celtas en Panonia. Estrabón escribe que si territorio estaba dividido en una región interior (la actual Tropolje) y otra costera por los Alpes dináricos. Su capital, Delminium, se encontraba cerca de la actual Tomislavgrad.
La primera guerra dálmata en 156 a. C.-155 a. C. terminó con la destrucción de la capital Delminium por el cónsul Publio Cornelio Escipión Nasica Córculo. La segunda guerra dálmata se libró en 119-118 a. C. y parece que terminó con la victoria romana, ya que el cónsul Lucio Cecilio Metelo celebró el triunfo en 117 a .C. y asumió su apellido Delmaticus. La tercera guerra dálmata 78-76 a. C. terminó con la toma de Salona (puerto Solin, cerca de la moderna ciudad de Split) por el procónsul Cayo Cosconio.

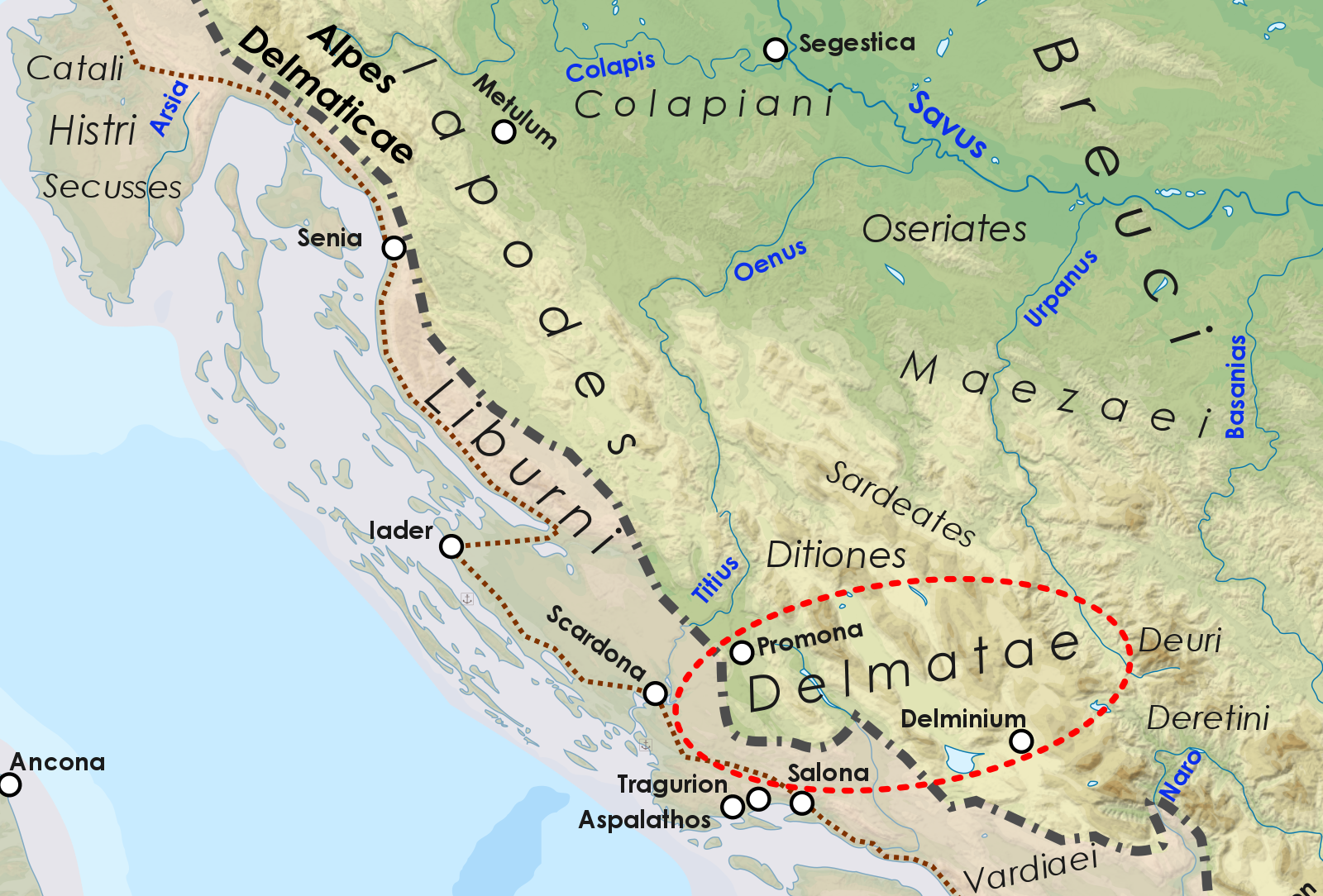
Delmatae en Illyricum, circa 40 a. C.

Durante la segunda guerra civil de la República romana de 49-44 a. C., los dálmatas apoyaron a Pompeyo contra las colonias romanas costeras que apoyaban a Julio César y lucharon continuamente contra los generales cesarianos Gabinio y Vatinio. Tras la derrota de Pompeyo continuaron luchando contra las legiones romanas en Dalmacia. El cuarto y último conflicto tuvo lugar en 34-33 a. C. durante la expedición de Augusto a Ilírico a causa de sus reiteradas revueltas, y terminó con la captura de la nueva capital dálmata- Soetovio (actual Klis). Las últimas revueltas del dálmatas bajo su líder federal Bato, contra los romanos fueron en el 12 a. C. y la gran revuelta ilírica en el 6-9 d. C.; ambas también fracasaron y terminaron con una pacificación de los belicosos dálmatas.
En la época imperial romana, los dálmatas formaron numerosas tropas auxiliares romanas:
- Cohors I Delmatarum[14]
- Cohors I Delmatarum milliaria equitata
- Cohors II Delmatarum
- Cohors III Delmatarum equitata c.R. pf
- Cohors IV Delmatarum
- Cohors V Delmatarum
- Cohors V Delmatarum c.R.
- Cohors VI Delmatarum equitata
- Cohors VII Delmatarum equitata
- Y más tarde los Equites Dalmatae

## Cultura
La arqueología y la onomástica demuestran que los dálmatas eran afines a los ilirios orientales y a los panonios septentrionales. La tribu estuvo sujeta a influencias celtas.
Una de las tribus dálmatas se llamaba baridustas, que más tarde se asentaron en la Dacia romana. Plinio el Viejo también mencionó a los tariotas, y su territorio Tariota, que fue descrito como una antigua región. Los tariotas se consideraban parte de los dálmatas.
Los restos arqueológicos sugieren que su cultura material era más primitiva que la de las antiguas tribus circundantes, especialmente en comparación con los liburnios más antiguos. Solo su producción de armas era bastante avanzada. Su élite solo tenía casas construidas en piedra, pero numerosos rebaños dálmatas aún se asentaban en cuevas naturales, y un detalle característico de su indumentaria habitual era el gorro de piel.[cita requerida]
Su sociedad nómada tenía una fuerte estructura patriarcal, formada principalmente por pastores, guerreros y sus jefes. Sus principales tareas habían sido la ganadería extensiva y el saqueo iterativo de otras tribus circundantes y de las ciudades costeras del Adriático.[cita requerida]

### Religión
La principal deidad colectiva de la federación dálmata era su dios pastoril 'Sylvanus' Dzino, D. (2012). «The cult of Silvanus: rethinking provincial identitie in roman Dalmatia». VAMZ (en inglés) (Sidney: Department of Ancient History, Macquarie University) XLV (3. s.,). Consultado el 29 de abril de 2023. al que llamaban Vidasus.